# Región de eco débil acotada

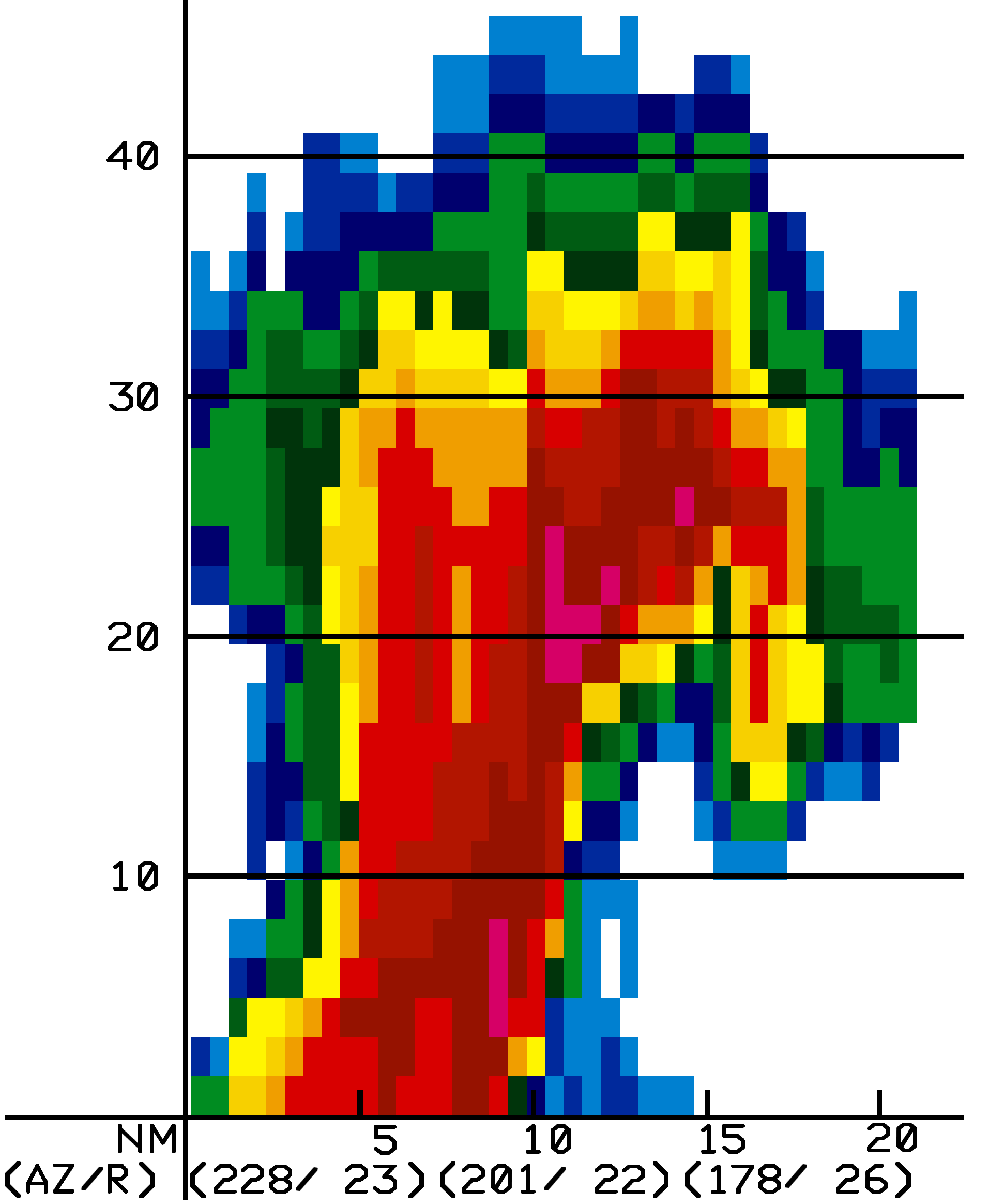
Sección transversal vertical a través de una supercélula que muestra la BWER.

La región de eco débil acotada, también conocida como BWER o bóveda, es una señal de radar dentro de una tormenta eléctrica caracterizada por un mínimo local de reflectividad de radar en niveles bajos que se extiende hacia arriba y está rodeada por reflectividades más altas, formando una especie de cúpula de ecos débiles. Esta característica se asocia con una fuerte corriente ascendente y casi siempre se encuentra en la región de entrada de una tormenta eléctrica: no se puede ver visualmente. La BWER se ha observado en imágenes de radar de tormentas eléctricas severas desde 1973 y tiene un sistema de detección de rayos equivalente conocido como agujero de rayo.

## Descripción y atributos

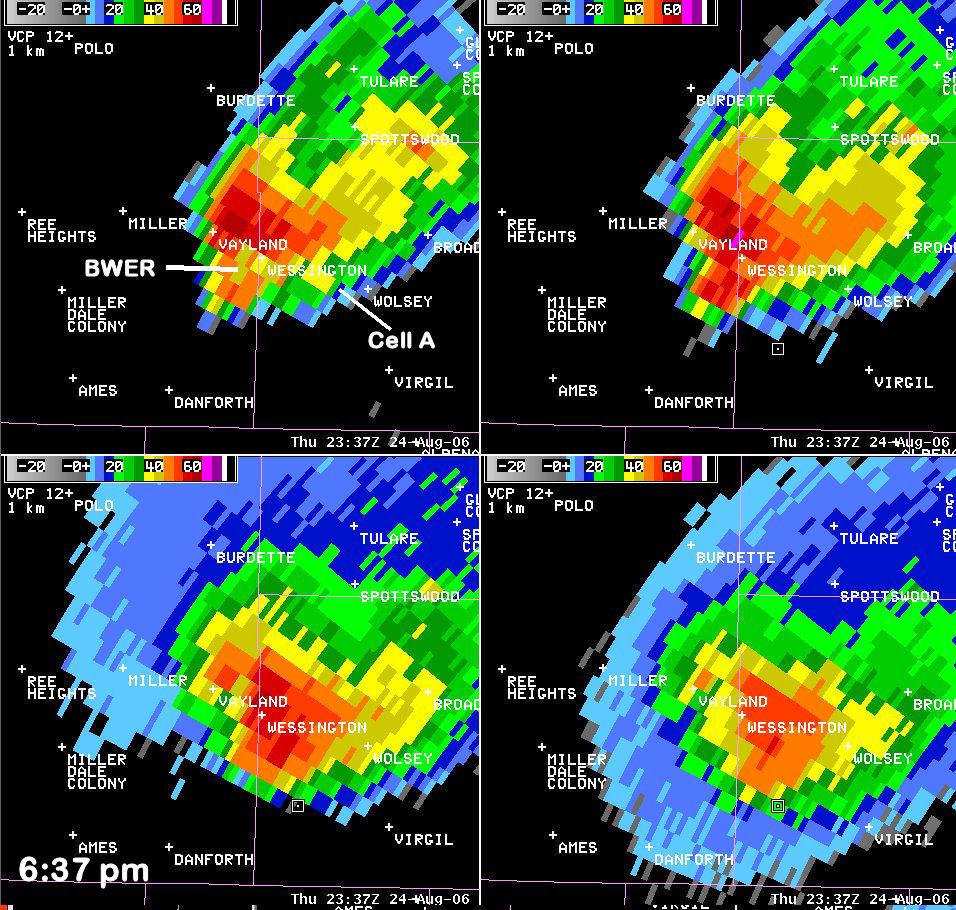
BWER asociado a una supercélula tornádica en 2006, visto desde diferentes ángulos de elevación. Los ángulos inferiores (arriba a la izquierda) muestran una zona de reflectividad más débil, pero no en los niveles superiores.

El BWER es un canal casi vertical de eco de radar débil, rodeado a los lados y en la parte superior por ecos significativamente más fuertes. El BWER, a veces llamado bóveda, está relacionado con la fuerte corriente ascendente en una tormenta convectiva severa que transporta partículas atmosféricas recién formadas, llamadas hidrometeoros, a niveles altos antes de que puedan crecer hasta tamaños detectables por radar. Los BWER suelen encontrarse en los niveles medios de las tormentas convectivas, entre 3 km y 10 km por encima del suelo, y tienen un diámetro horizontal de unos pocos kilómetros. Es importante identificar la ubicación de la región de la corriente ascendente porque está relacionada con los lugares en los que normalmente se producen fenómenos meteorológicos graves. La presencia de una BWER ha sido parte de un método para diagnosticar la fuerza de la tormenta como parte de la técnica Lemon desde 1977. La fuerza de la corriente ascendente dentro de la BWER apoya el crecimiento de grandes piedras de granizo justo por encima de la bóveda, que se desplaza ligeramente en la dirección del movimiento de la tormenta supercélula padre.

### Detección
La región de eco débil limitada (BWER) es una región de baja reflectividad de radar limitada por encima por un área de mayor reflectividad de radar que muestra evidencia de una fuerte corriente ascendente dentro de mesociclones. Los analistas de radar han reconocido este fenómeno al menos desde 1973, utilizando diferentes escaneos de elevación. Los métodos para corroborar objetivamente que una BWER está asociada a un mesociclón implican el uso de un radar meteorológico con efecto Doppler para obtener las velocidades de precipitación. Esto ha estado disponible operativamente en Estados Unidos desde 1997 con la red NEXRAD. Cuando se utiliza el sistema de detección de rayos, los agujeros de rayos (descubiertos en 2004) corresponden a donde se vería un BWER en el radar.

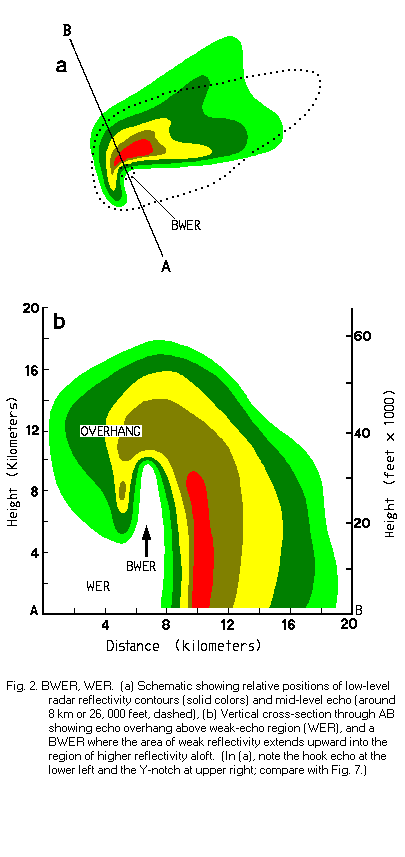
Esquema de radar del BWER

Una sección transversal de la reflectividad tridimensional de una tormenta eléctrica muestra mejor la bóveda. El Observatorio de Radar J.S. Marshall de la Universidad McGill de Canadá desarrolló algoritmos para localizar la región del saliente en una tormenta eléctrica a finales de los años 80. Su radar utiliza 24 ángulos, lo que le confiere una buena resolución vertical. En Estados Unidos se realizan menos ángulos de barrido en el radar WSR-88D, lo que dificulta la detección del saliente. Una vez localizado el saliente, es posible realizar un corte transversal para ver si está relacionado con un BWER. Sin embargo, desde 1997, el Servicio Meteorológico Nacional ha desarrollado algoritmos para determinar regiones de gradiente de reflectividad en tres dimensiones y la presencia de BWER en convección.
El desarrollo de un BWER pronunciado puede dar lugar a firmas de radar similares a las de un ciclón tropical sobre tierra cuando se localiza con un indicador de posición del plan (PPI) de ángulo bajo. En el sistema de detección de rayos, los agujeros de rayos (descubiertos en 2004) corresponden a lugares en los que aparecería un BWER en el radar.